# Sergei Sergeyevich Serchenkov
Sergei Sergeyevich Serchenkov (tiếng Nga: Сергей Сергеевич Серченков; sinh 1 tháng 1 năm 1997) là một tiền vệ bóng đá Nga thi đấu cho FC Alashkert mượn từ FC Ural Sverdlovsk Oblast.

## Sự nghiệp câu lạc bộ
Anh ra mắt tại Giải bóng đá ngoại hạng Nga ngày 7 tháng 3 năm 2015 cho FC Ural Sverdlovsk Oblast trong trận đấu với FC Zenit Saint Petersburg.
Ngày 11 tháng 2 năm 2018, anh gia nhập câu lạc bộ Armenia FC Alashkert theo dạng cho mượn.